# Таэбла
Та́эбла (эст. Taebla) — посёлок в уезде Ляэнемаа, Эстония. Административный центр волости Ляэне-Нигула. 
До административной реформы местных самоуправлений Эстонии 2017 года был административным центром волости Таэбла.

## География и описание
Расположен на западе Эстонии, в 11 километрах к востоку от уездного центра — города Хаапсалу. Высота над уровнем моря — 14 метров.
Климат умеренный. Официальный язык — эстонский. Почтовый индекс — 90801.

## Население
По данным переписи населения 2021 года, в Таэбла насчитывалось 882 жителя, из них 823 (93,3 %) — эстонцы.
По состоянию на 1 января 2020 года в посёлке проживали 820 человек: 428 женщин и 392 мужчины; 155 детей в возрасте до 15 лет, 502 человека трудоспособного возраста (15–64 года) и 163 человека пенсионного возраста (65 лет и старше).
По данным переписи населения 2011 года, в посёлке насчитывалось 840 жителей, из них 779 (92,7 %) — эстонцы.
Численность населения посёлка Таэбла по данным переписей населения:
| Год  | 1979 | 1989   | 2000   | 2011  | 2021  |
| ---- | ---- | ------ | ------ | ----- | ----- |
| Чел. | 924  | ↗ 1116 | ↘ 1016 | ↘ 840 | ↗ 882 |

## История
В письменных источниках 1341 года упоминается Taybile, 1367 года — Taibele, 1798 года — Taibel.
В средние века Таэбла была доходной землёй кафедрального капитула Хаапсалу. Первые сведения о мызе Тайбель (Таэбла, нем. Taibel) относятся к 1515 году. Тогда она была обозначена как Koyvel .
На военно-топографических картах Российской империи (1846–1863 годы), в состав которой входила Эстляндская губерния, мыза обозначена как мз. Тайбель.
Первая школа в Таэбла была открыта в 1853 году. Когда в ходе земельной реформы мызу Тайбель (нем. Taibel, Таэбла, эст. Taebla mõis) национализировали, в 1920-х годах здесь, рядом с железнодорожной станцией Таэбла, возникло поселение, в 1977 году получившее статус посёлка.
В годы советской власти в Таэбла успешно работало Хаапсалуское отделение эстонского производственного объединения «Сельхозтехника», и здесь развернулось интенсивное строительство: были возведены здание центра с клубом и спортзалом, множество жилых домов и пр. Рядом с главным зданием мызы Тайбель (Таэбла) в настоящее время находятся мастерские бывшего ПО.
В 1978 году в посёлке была построена новая школа, и в ней насчитывалось 748 учеников.

## Инфраструктура
В посёлке есть детский сад (в 2017 году его посещал 71 ребёнок), основная школа (до 2017/2018 учебного года — гимназия, в 2002/2003 учебном году 382 ученика, в 2009/2010 учебном году — 236, в 2017/2018 учебном году — 127), Молодёжный центр, культурно-спортивный комплекс, библиотека, центр семейного врача.
Крупнейшие работодатели посёлка по состоянию на 30 сентября 2020 года:
| Предприятие/организация       | Вид деятельности                                                  | Численность работников |
| ----------------------------- | ----------------------------------------------------------------- | ---------------------- |
| Волостная управа Ляэне-Нигула | Орган государственного управления                                 | 156                    |
| Cipax Eesti AS                | Производство пластиковой тары                                     | 92                     |
| Taebla Kool                   | Основная школа                                                    | 33                     |
| AS Lääne-Nigula Varahaldus    | Подача пара и кондиционирования воздуха; управление недвижимостью | 20                     |
| Taebla Lasteaed               | Детский сад                                                       | 19                     |

## Комментарии
1. ↑  Эстонские топонимы, оканчивающиеся на -а, не склоняются и не имеют женского рода (исключение — Нарва)[7].